# Zakład Leczniczo-Wychowawczy „Centos” w Otwocku
Zakład Leczniczo-Wychowawczy CENTOSU przy ul. Glinieckiej w Otwocku nazywany również otwockim „Centosem” – istniejąca w latach 1928–1942 placówka leczniczo-wychowawcza, utworzony z inicjatywy Związku Centrali Towarzystw Opieki nad Sierotami Żydowskimi Rzeczypospolitej Polskiej (CENTOS).
Był pierwszą i do wybuchu II wojny światowej jedyną placówką przeznaczoną dla żydowskich dzieci z zaburzeniami psychicznymi i niepełnosprawnością intelektualną. Zakład miał na celu przystosowanie wychowanków do samodzielnego funkcjonowania w społeczeństwie.
W latach 1937–1942, kierownikiem Zakładu Leczniczo-Wychowawczego był pedagog i poeta Kalman Lis.

## II wojna światowa
1 września 1939 w trakcie niemieckiej inwazji na Polskę, Zakład został zbombardowany. W wyniku eksplozji i pożaru nią wywołanego, na miejscu zginęło 7 dzieci, a 32 zostało ciężko rannych. Rannych zostało także 5 członków personelu w tym kierownik Zakładu, Kalman Lis.
Podczas okupacji niemieckiej, Zakład znajdował się wraz z między innymi Sanatorium Żydowskiego Towarzystwa Przeciwgruźliczego „Brijus” oraz Szpitalem dla Nerwowo i Psychicznie Chorych Żydów „Zofiówka”, na terenie getta otwockiego w tzw. dzielnicy kuracyjnej. W tym okresie utworzono również sierociniec dla dzieci-uchodźców wygnanych z Niemiec w 1938 roku w ramach Polenaktion, w którym przebywało 50 dzieci.
Zakład Leczniczo-Wychowawczy w Otwocku istniał do likwidacji otwockiego getta w dniu 19 sierpnia 1942. Prawdopodobnie tego dnia, Niemcy przy udziale policjantów getta i granatowych policjantów, pognali większość podopiecznych na otwocki Umschlagplatz, a dzieci chore, osłabione oraz niepełnosprawne intelektualnie w stopniu głębokim zastrzelili na miejscu.
Według relacji Frumy Lewkowicz, kierownik sierocińca dla dzieci-uchodźców Chaim Ossowiecki został rozstrzelany wraz ze swoją żoną i swoimi podopiecznymi.

## Upamiętnienie
W 2014 na łamach kwartalnika Przegląd Historyczno-Oświatowy ukazał się artykuł Marzeny Pękowskiej pt. Organizacja Zakładu Leczniczo-Wychowawczego „Centos” dla żydowskich dzieci niepełnosprawnych intelektualnie w Otwocku (1928–1939) (nr 1/2 (2014), s. 141–156).
W 2023 ukazała się książka Sebastiana Rakowskiego pt. Szkoła samodzielności. Historia Zakładu Leczniczo-Wychowawczego „Centos” w Otwocku 1928–1942, poświęcona działalności tejże instytucji.